# Уайтинг, Уильям Генри Чейз
Уильям Генри Чейз Уайтинг (англ. William Henry Chase Whiting; 22 марта 1824, Билокси, Миссисипи — 10 марта 1865, Нью-Йорк, Нью-Йорк) — американский военный, офицер инженерного корпуса, генерал армии Конфедерации во время гражданской войны в США. Был ранен в ногу во время второго сражения за Форт-Фишер и умер от дизентерии в марте 1865 года.

## Ранние годы
Уильям Уайтинг родился 22 марта 1824 года в местечке Билокси на юге штата Миссисипи, в семье артиллерийского офицера Леви Уайтинга и Мэри Уайтинг. В возрасте 12 лет он уже был выдающимся студентом и окончил English High School of Boston в Бостоне (штат Массачусетс). В 16 лет он окончил Джорджтаунский Колледж в Вашингтоне. В 1841 году он поступил в Военную Академию Вест-Пойнт, где произвёл хорошее впечатление на инструкторов и стал первым по успеваемости в выпуске 1845 года. Его одноклассниками были Эдмунд Кирби Смит и Фицджон Портер.
После академии Уайтинг получил постоянное звание второго лейтенанта инженерных войск. Он занимался сооружением фортов во Флориде и Мериленде. 16 марте 1853 года был повышен до первого лейтенанта и был послан на Запад, где занимался конструкцией укреплений Сан-Франциско. С 1856 года занимался инженерными работами в Северной Каролине, Южной Каролине, Джорджии и Флориде. 13 декабря 1858 года получил звание капитана.

## Гражданская война
В январе 1861 года капитан Уайтинг отвечал за форты в Джорджии и Флориде. Когда ополчение этих штатов начало занимать форты, он не предпринял никаких ответных шагов. 3 января он получил сообщение, что джорджианцы собираются захватить форт Мэрион, однако не стал уведомлять об этом гарнизон и командование форта. К концу месяца более полудюжины федеральных фортов, арсеналов и казарм перешли в руки ополчения штатов, чему Уайтинг не противодействовал.
20 февраля 1861 года он покинул ряды армии США и стал майором инженерных войск армии Конфедерации. Он занимался совершенствованием Чарльстонской гавани, а затем стал главным инженером в армии Шенандоа при генерале Джонстоне. Он находился на этой должности во время первого сражения при Булл-Ране. После гибели бригадного генерала Бернарда Би ему поручили командовать бригадой Би. В августе 1861 ему было присвоено звание бригадного генерала, а в начале 1862 года он стал командовать дивизией и принял участие в сражении при Севен-Пайнс. Он был временно направлен в долину Шенандоа, чтобы помочь генералу Томасу Джексону, после чего вернулся на вирджинский полуостров, где принял участие в сражениях при Гейнс-Милл и Малверн-Хилл.
Генерал Роберт Ли остался недоволен действиями Уайтинга в ходе Семидневной битвы, отстранил его от командования дивизией и предал её Джону Худу. Уайтинг был направлен на более спокойный участок — в северокаролинский дистрикт Уальмингтон. Он провёл там всю войну, и только в мае 1864 временно командовал гарнизоном укреплений Петерсберга. В начале 1865 года Уайтинг принял участие в сражениях за форт Фишер, где был ранен и попал в плен. Уже находясь в плену он писал письма руководству Конфедерации с просьбой расследовать действия Брэкстона Брэгга во время сражения за Форт-Фишер. Он осуждал Брэгга за то, что тот не послал дивизию Роберта Хока в атаку тыла федеральной армии, штурмовавшей форт Фишер.
Организм Уайтинга был серьёзно истощён за время службы, он был ранен в ногу в ходе сражения за форт Фишер (13 — 15 января 1865), и взят северянами в плен. В конечном итоге он умер от дизентерии в федеральном военном госпитале в форте Коламбус 10 марта 1865 года. Его похоронили неподалёку на кладбище Гринвуд-Семетери в Бруклине. В 1900 году его вдова перенесла его останки на кладбище Оакдейл-Семетери в Уальмингтоне, Северная Каролина.